# Толмачёво (Московская область)
Толмачёво — деревня в Раменском муниципальном округе Московской области. Входит в состав сельского поселения Никоновское. Население — 148 чел. (2010)

## Название
Название связано с некалендарным личным именем Толмач.

## География
Деревня Толмачёво расположена в южной части Раменского муниципального округа, примерно в 21 км к югу от города Раменское. Высота над уровнем моря 140 м. Через деревню протекает река Отра. К деревне приписано 4 СНТ. Ближайший населённый пункт — село Заворово.

## История
В 1926 году деревня входила в Заворовский сельсовет Салтыковской волости Бронницкого уезда Московской губернии.
С 1929 года — населённый пункт в составе Бронницкого района Коломенского округа Московской области. 3 июня 1959 года Бронницкий район был упразднён, деревня передана в Люберецкий район. С 1960 года в составе Раменского района.
До муниципальной реформы 2006 года деревня входила в состав Никоновского сельского округа Раменского района.

## Население
| 1926 | 2002 | 2010 |
| ---- | ---- | ---- |
| 148  | ↘119 | ↗148 |

В 1926 году в деревне проживало 148 человек (66 мужчин, 82 женщины), насчитывалось 33 крестьянских хозяйства. По переписи 2002 года — 119 человек (58 мужчин, 61 женщина).